# 大比泰什

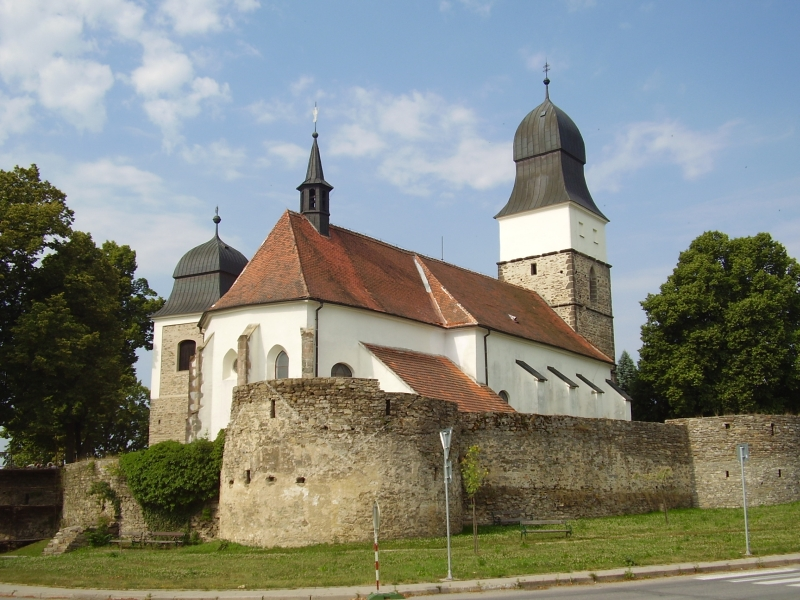

大比泰什是捷克的城鎮，位於該國東南部，距離首府布爾諾約30公里，由維索基納州負責管轄，面積47.31平方公里，海拔高度476米，2014年人口約5,064。

## 外部連結
- Municipal website
- Regional IS （页面存档备份，存于）